# Metalliglaucytes metallica
Metalliglaucytes metallica är en skalbaggsart som först beskrevs av Leon Fairmaire 1896.  Metalliglaucytes metallica ingår i släktet Metalliglaucytes och familjen långhorningar.
Artens utbredningsområde är Madagaskar. Inga underarter finns listade i Catalogue of Life.